# Зоди (село)
Зоди (груз. ზოდი) — село в Грузии, на территории Чиатурского муниципалитета края (мхаре) Имеретия.

## География
Село находится на западе центральной части Грузии, к северу от реки Квирилы, на расстоянии приблизительно 5 километров (по прямой) к северо-востоку от города Чиатура, административного центра муниципалитета. Абсолютная высота — 618 метров над уровнем моря.

## Население
По результатам официальной переписи населения 2014 года, в Зоди проживало 1483 человека (735 мужчин и 748 женщин). В национальной структуре населения грузины составляли 99,4 %, русские — 0,3 %, украинцы — 0,1 %.
| Год  | Население, человек |
| ---- | ------------------ |
| 2002 | 2126               |
| 2014 | ↘ 1483             |